# 恩格尔伍德 (科罗拉多州)
恩格尔伍德（英語：Englewood），是美国科罗拉多州阿拉珀霍县下属的一座城市。建市于1903年5月9日，面积大约为6.644平方英里（17.209平方公里）。根据2010年美国人口普查，该市有人口30,255人。2011年估计该市有人口30,930人，相比2010年人口增长率为2.23%。同时，论人口该市是科罗拉多州第23大城市。

## 外部連結
维基共享资源上的相關多媒體資源：恩格尔伍德